# Westphalia (Michigan)
Westphalia is een plaats (village) in de Amerikaanse staat Michigan, en valt bestuurlijk gezien onder Clinton County.

## Demografie
Bij de volkstelling in 2000 werd het aantal inwoners vastgesteld op 876.
In 2006 is het aantal inwoners door het United States Census Bureau geschat op 829, een daling van 47 (-5,4%).

## Geografie
Volgens het United States Census Bureau beslaat de plaats een oppervlakte van
3,0 km², geheel bestaande uit land. Westphalia ligt op ongeveer 232 m boven zeeniveau.

## Plaatsen in de nabije omgeving
De onderstaande figuur toont nabijgelegen plaatsen in een straal van 16 km rond Westphalia.